# Mathurin Régnier
Mathurin Régnier, escritor francés (21 de diciembre de 1575 - 22 de octubre de 1613).

## Vida
Mathurin Régnier, es uno de los escritores más originales del siglo XVI. Nace en Chartres el 21 de diciembre de 1575, año de la Masacre de San Bartolomé. Su padre, Jacques Régnier, era un burgués que había creado en la plaza de las Halles un juego de pelota que fue muy popular durante su época con el nombre de trinquete Régnier. Su madre, Simone Desportes, era la hermana del también poeta Philippe Desportes, que era abad y bastante conocido en su época como poeta, además de ser uno de los intelectuales que consiguió ganar dinero con su arte. Su padre deseaba que Mathurin Régnier heredara el puesto eclesiástico de su tío, por lo que lo tonsuró con siete años.
Mathurin escuchaba a su tío leer poesías y por ello empezó a imitarle, componiendo poemas satíricos dirigidos a los burgueses que acudían al trinquete de su padre. Viaja a París y con 20 años pasa al servicio del Cardenal de Joyeuse. Viaja por primera vez a Roma en 1593 y empieza a escribir sus sátiras. Este género estuvo muy de moda a principios del siglo XVII, se llamaba sátira bernesca, en honor al italiano Berni. También los clásicos Horacio y Juvenal influyeron bastante en la obra de Régnier a la hora de escoger los temas, así como Montaigne.
En 1601 viaja a Roma por segunda vez, acompañando esta vez a Philippe de Béthune, embajador del rey Enrique IV, y permaneció allí hasta 1605. De este viaje vuelve bastante decepcionado.
Muere en Ruan, el 22 de octubre de 1613, a los cuarenta años.

## Poética
En la época en que Mathurin Régnier vivió estaba viva la polémica entre los seguidores de La Pléyade y los de Malherbe. Su tío Desportes era el blanco principal de los ataques de Malherbe, y Régnier estuvo siempre alineado entre los seguidores de La Pléyade, y criticaban el estrecho corsé que Malherbe quería imponer a la poesía francesa.
En su época Régnier fue muy criticado por su vida depravada y bohemia, lo que afectó bastante a la consideración que tuvo en aquella época su obra.

## Obras
- Sátiras (I a XVI)
- Epístolas (Epistres)
- Elegías (Elégies)
- Poesías diversas (Poésies diverses)
- Poesías espirituales (Poésies spirituelles)

- Datos: Q1238646
- Multimedia: Mathurin Régnier / Q1238646